# Härja Jämt
Härja-Jämt är en hembygdsförening vid Norrlands nation i Uppsala för kvinnor med anknytning till eller intresse av landskapen Jämtland och Härjedalen. Föreningen bildades den 13 april 1964 eftersom några unga damer tyckte att det behövdes en damförening med anknytning till Jämtland och Härjedalen.
Varje år hålls ett antal Oppsittjen som föreningens sammankomster kallas och på dessa är bara kvinnor välkomna. De anordnar också aktiviteter med de andra föreningarna på Norrlands nation och då främst med broderföreningen Jamtamot. Tillsammans med Jamtamot anordnas varje höst en gask, Samarret.
De utser en hedersledamot, en så kallad Gåmå varje år och denna utmärkelse delas ut till en kvinna eller en grupp kvinnor som gjort någonting bra för hembygden som föreningen tycker det är värt att lyfta fram.